# 남부황금박쥐
남부황금박쥐(Mimon bennettii)는 주걱박쥐과(신세계잎코박쥐류)에 속하는 남아메리카 박쥐의 일종이다. 브라질과 콜롬비아, 프랑스령 기아나, 기아나, 수리남 그리고 베네수엘라에서 발견된다.

## 보존
박쥐보존기구(Organization for Bat Conservation)의 많은 국제 보존 프로젝트에서 보호하는 종이다.